# فرد کورماتسو
فِرِد تی. کورِماتسو (انگلیسی: Fred Toyosaburo Korematsu; 是松 豊三郎 (Korematsu Toyosaburō)؛ ۳۰ ژانویهٔ ۱۹۱۹ – ۳۰ مارس ۲۰۰۵) یک فعال سیاسی و مبارز حقوق مدنی اهل آمریکا بود که به بازداشت دسته‌جمعی ژاپنی‌ها در آمریکا در طول جنگ جهانی دوم اعتراض می‌کرد.
او از پدر و مادر مهاجر ژاپنی در اوکلند، کالیفرنیا متولد شد. پس از وارد شدن ایالات متحده به جنگ جهانی دوم، او سعی کرد در گارد ملی و گارد ساحلی ایالات متحده نام‌نویسی کند، اما به علت قومیت درخواست او رد شد.
پس بازداشت دسته‌جمعی ژاپنی‌ها در آمریکا، فرد کورماتسو به جای رفتن به اردوگاه خود را مخفی کرد. او در سال ۱۹۴۲ دستگیر شد و در نتیجه، وِی با خانواده اش به جنگل مرکزی یوتا تا پایان جنگ جهانی دوم در سال ۱۹۴۵ فرستاده شدند.
فرد کورماتسو در سال ۱۹۹۸ از بیل کلینتون رئیس جمهور وقت آمریکا جایزه نشان افتخار آزادی رئیس‌جمهوری که عالی‌ترین جایزه غیرنظامی کشور است را دریافت کرد.
سالگرد تولد او به طور رسمی به عنوان «روز فرد کورماتسو» در کالیفرنیا، هاوایی، ویرجینیا و فلوریدا شناخته می‌شود.
در ۳۰ ژانویه ۲۰۱۷ گوگل دودل صفحه اصلی خود را در ایالات متحده به مناسبت ۹۸مین سالروز تولدش با نقشی از او تغییر داد.